# Trophoniella sibogae
Trophoniella sibogae är en ringmaskart som beskrevs av Maurice Caullery 1944. Trophoniella sibogae ingår i släktet Trophoniella och familjen Flabelligeridae. Inga underarter finns listade i Catalogue of Life.